# Banjul
Banjul is de hoofdstad van Gambia. Met 73.000 (2013) inwoners is het een van de kleinste hoofdsteden van Afrika. Banjul is niet de grootste stad van het land, dat is Serekunda gevolgd door de 2e grootste stad Brikama.

## Geschiedenis
Banjul werd gesticht in 1816 en heette tot 1973 Bathurst. Veel van de straten waren genoemd naar de helden van de Slag bij Waterloo. In 2003 zijn al deze straatnamen vervangen door namen van de helden van de onafhankelijkheidsstrijd.

## Geografie
Banjul ligt in het westen van Gambia, vlak bij de Atlantische Oceaan. Het is gelegen op een eiland, aan de zuidkant van de monding van de rivier de Gambia. De stad is 2 kilometer westwaarts aan het vasteland verbonden door middel van de Dentonbrug. Deze brug overspant de Oyster Creek, de belangrijkste kreek door het Tanbi Wetland Complex. Deze wetlands zorgen ervoor dat er, behalve de weg die over genoemde brug gaat, geen andere toegangswegen naar Banjul lopen.
Een veerboot verzorgt de verbinding over de Gambiarivier naar Barra, dat op de noordoever ligt.
Zuidwestelijk liggen, op respectievelijk 15 en 25 kilometer, Serekunda en de internationale luchthaven, Luchthaven Banjul Internationaal. De stad Serekunda is de grootste van Gambia en heeft dankzij haar grote markt ook het grootste economische belang. De landingsbaan van de luchthaven is zeer breed en van zeer goede kwaliteit, omdat het een noodlandingsbaan voor de NASA is.

## Bezienswaardigheden in de stad
- Oorlogsmonument en fontein, opgericht ter ere van de kroning van Koning George VI van Groot-Brittannië
- Nationaal Museum, museum over de archeologie, etnografie en de koloniale periode.
- Albert Markt, levendige markt met een gedeelte waar ambachtswerk wordt verkocht.
- Arch 22, een boogvormige toegangspoort naar de stad en met 35 meter hoog veruit het hoogste gebouw van het land. Vanaf hier is er een mooi uitzicht over de stad, de Gambiarivier en de oceaan. Op het verkeersplein voor de boog staat een standbeeld van de onbekende soldaat, die een baby draagt.

## Geboren
- Fatou Bensouda (1961), (plaatsvervangend) hoofdaanklager bij het Internationaal Strafhof
- Jatto Ceesay (1974), voetballer
- Bakary Gassama (1979), voetbalscheidsrechter
- Pa-Modou Kah (1980), Noors voetballer
- Alhaji Jeng (1981), polsstokhoogspringer en acteur
- Mustapha Jarju (1986), voetballer
- Momodou Ceesay (1988), voetballer
- Modou Barrow (1992), voetballer
- Omar Colley (1992), voetballer
- Bubacarr Sanneh (1994), voetballer
- Ahmed Tijan (1995), Qatarees beachvolleyballer
- Sulayman Marreh (1996), voetballer
- Musa Barrow (1998), voetballer